# Phortica angulata
Phortica angulata är en tvåvingeart som beskrevs av Prigent och Chen 2008. Phortica angulata ingår i släktet Phortica och familjen daggflugor.
Artens utbredningsområde är Kenya. Inga underarter finns listade i Catalogue of Life.